# Reichsarbeitsdienst

Bandeira do RAD. O símbolo do RAD era conhecido popularmente como "die Kaffeebohne" (o grão de café)

Bandeira da seção feminina do RAD (Reichsarbeitdienst der weiblichen Jugend (RAD/wJ))

O Reichsarbeitsdienst (RAD, "Serviço de Trabalho do Reich") foi uma organização criada na Alemanha Nazista em 1935 com o objetivo de mitigar os efeitos do desemprego na economia alemã, militarizar a força de trabalho e introduzir na classe trabalhadora a doutrinação nazista. Foi o serviço oficial do Estado para trabalho, se dividindo em setores para homens e mulheres.
O RAD estava dividido em 2 seções, o Reichsarbeitsdienst Männer (RAD/M) para os homens e o Reichsarbeitdienst der weiblichen Jugend (RAD/wJ) para as mulheres.
A partir de 1935, homens entre 18 e 25 anos tinham que servir no RAD por pelo menos seis meses antes de poderem servir nas forças armadas. Durante a Segunda Guerra Mundial o serviço compulsório se expandiu para contemplar mulheres jovens e o Reichsarbeitsdienst se desenvolveu para uma formação auxiliar para dar suporte e atender algumas das necessidades logísticas da Wehrmacht. Eles serviram também nos países ocupados pelo exército alemão. Com a aproximação do fim da guerra, muitos membros da RAD foram enviados para servir em unidades de defesa anti-aérea e até nas linhas de frente. Sem experiência em combate, seus membros sofreram pesadas baixas. O Reichsarbeitsdienst foi oficialmente dissolvido em 8 de maio de 1945.

## Imagens

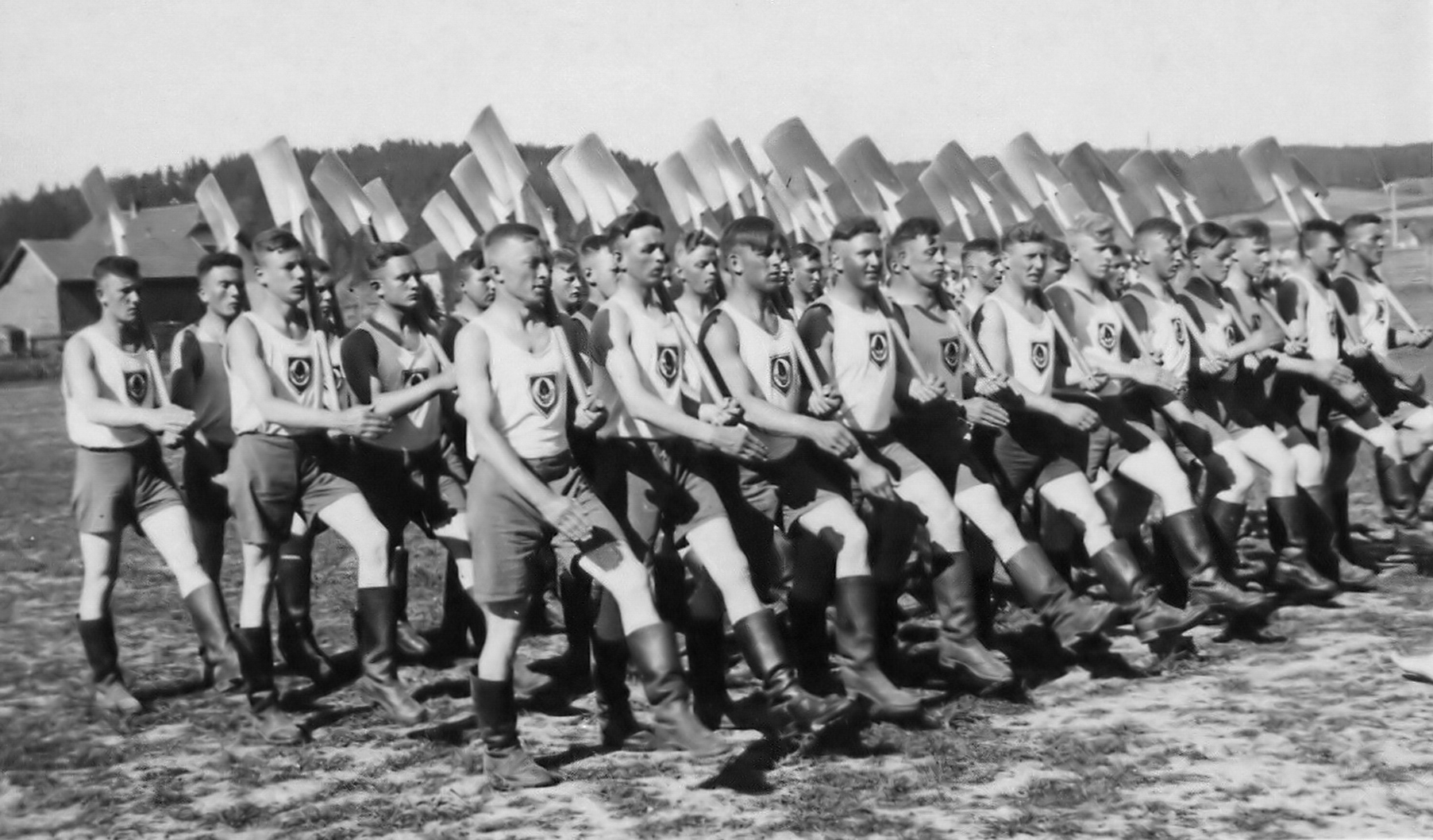
Trabalhadores alemães do Reichsarbeitsdienst no começo da década de 1940.
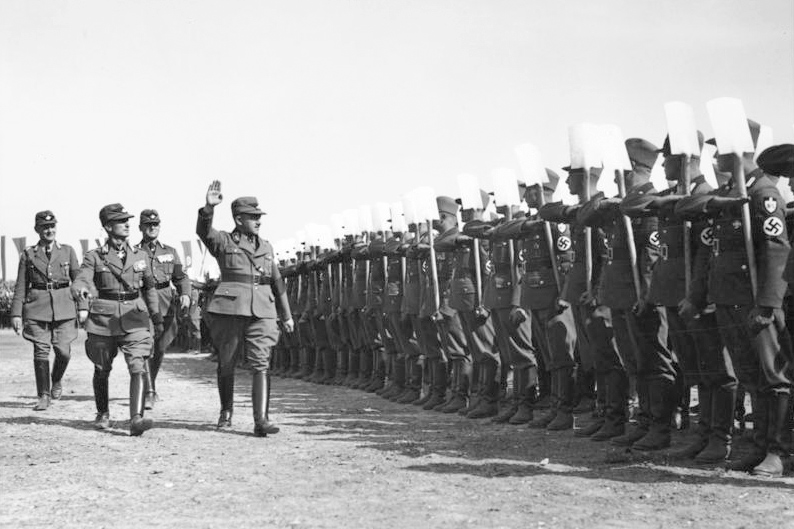
Konstantin Hierl, diretor do Serviço de Trabalho do Reich, inspecionando os trabalhadores do RAD.
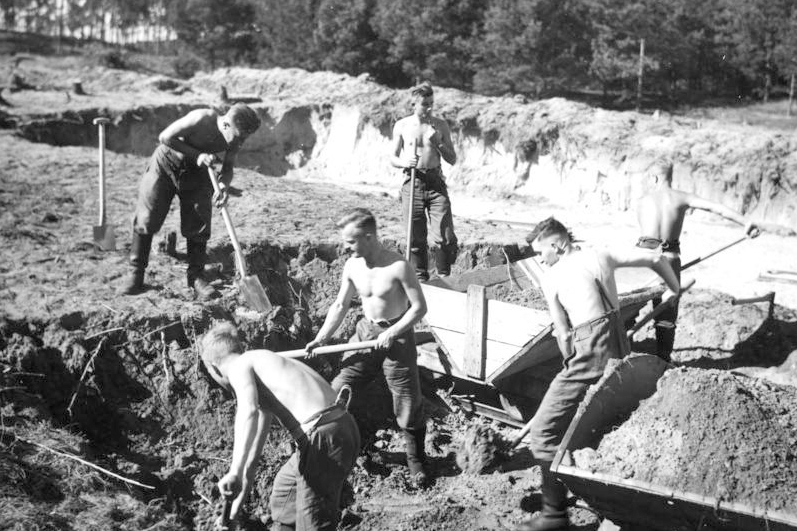
Membros do Reichsarbeitsdienst trabalhando.
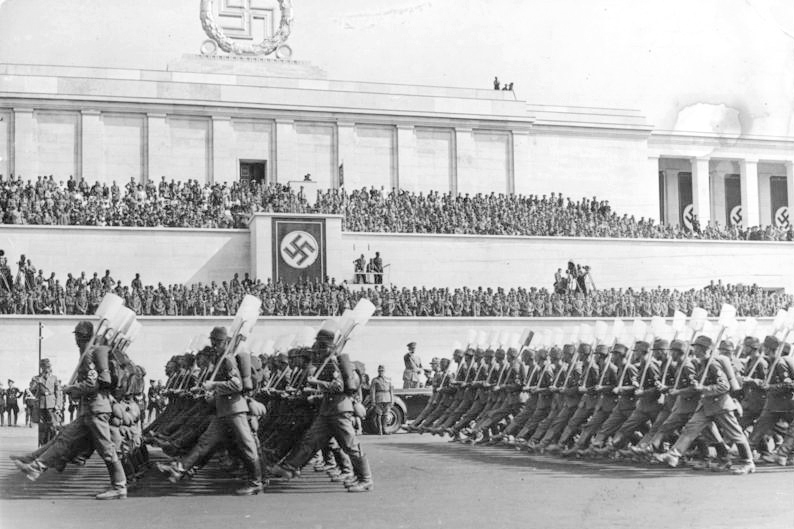
Trabalhadores do RAD marchando durante um desfile, em 1937. Pouco antes da guerra começar, em 1939, cerca de 350 mil alemães serviam no Reichsarbeitsdienst.
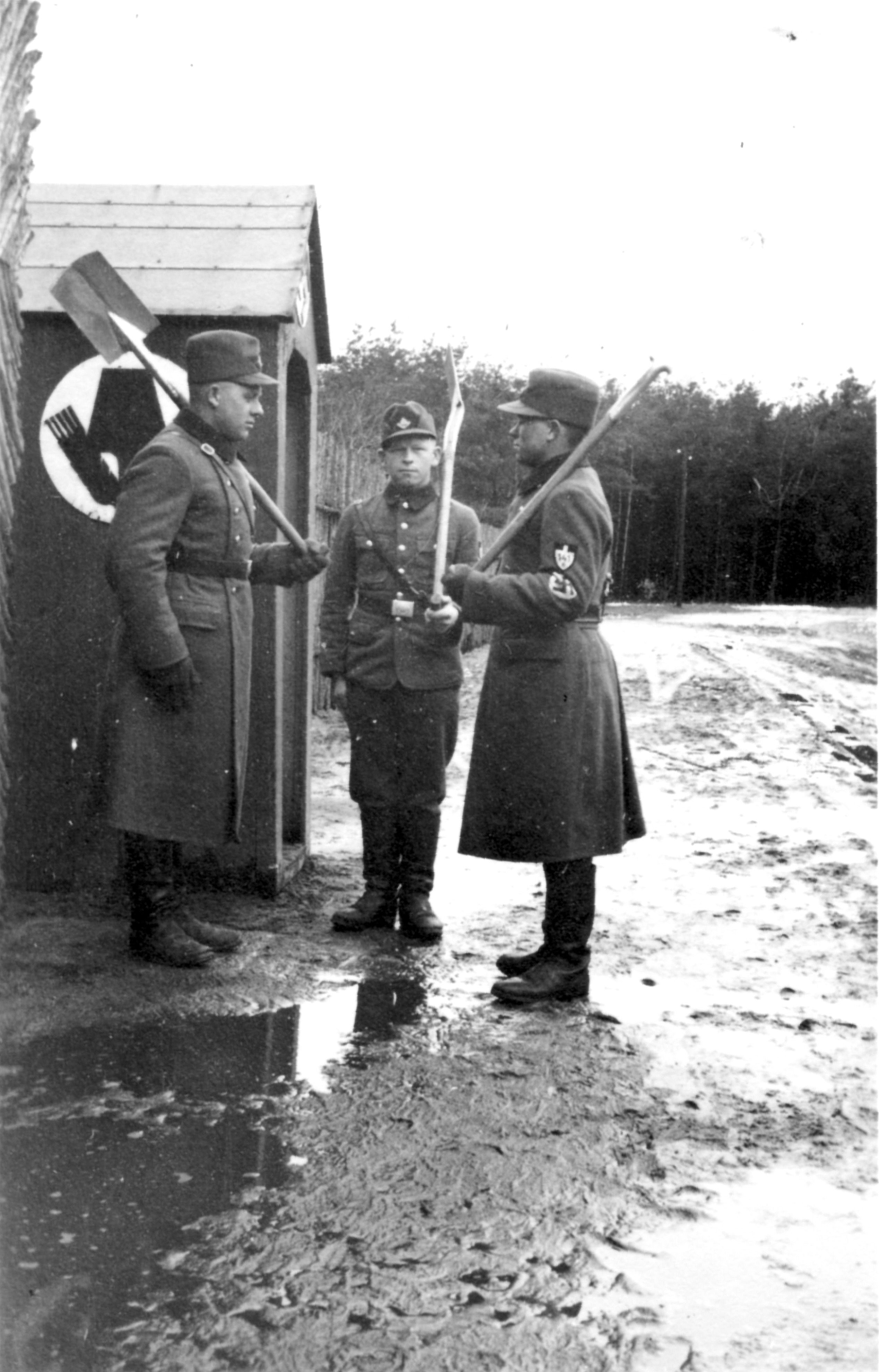
Membros do RAD.